# Sport Club Marsala 1912 1995-1996
Questa pagina raccoglie le informazioni riguardanti lo Sport Club Marsala 1912 nelle competizioni ufficiali della stagione 1995-1996.

## Rosa
| N. |                   | Ruolo | Calciatore             |
| -- | ----------------- | ----- | ---------------------- |
|    | Italia (bandiera) |       | Alidori                |
|    | Italia (bandiera) | D     | Mario Barcellona       |
|    | Italia (bandiera) | C     | Paolo Buccheri         |
|    | Italia (bandiera) | D     | G. Catalano            |
|    | Italia (bandiera) |       | Pietro Catalano        |
|    | Italia (bandiera) |       | Cusimano               |
|    | Italia (bandiera) | C     | Antonio Di Meo         |
|    | Italia (bandiera) |       | Giovanni Freschi       |
|    | Italia (bandiera) | C     | Antonino Giacalone     |
|    | Italia (bandiera) | A     | Filadelfo Insauto (II) |
|    | Italia (bandiera) | C     | Valerio Leto           |
|    | Italia (bandiera) |       | Licauli                |
|    | Italia (bandiera) | A     | Piero Mancuso          |
|    | Italia (bandiera) | D     | Giuseppe Marino        |
|    | Italia (bandiera) |       | Messina                |

| N. |                   | Ruolo | Calciatore                      |
| -- | ----------------- | ----- | ------------------------------- |
|    | Italia (bandiera) |       | Miceli                          |
|    | Italia (bandiera) |       | Neto                            |
|    | Italia (bandiera) | P     | Marco Onorati                   |
|    | Italia (bandiera) | C     | Carmine Passalacqua             |
|    | Italia (bandiera) | D     | Ivano Pastore                   |
|    | Italia (bandiera) | D     | Fortunato Policardi             |
|    | Italia (bandiera) | D     | Massimo Ruscitti                |
|    | Italia (bandiera) | D     | Vincenzo Saladino               |
|    | Italia (bandiera) | A     | Massimiliano Antonio Scichilone |
|    | Italia (bandiera) | A     | Fabio Sebastiano Scudieri       |
|    | Italia (bandiera) | A     | Giovanni Sorce                  |
|    | Italia (bandiera) |       | Sorrentino                      |
|    | Italia (bandiera) | D     | Salvatore Tarantino             |
|    | Italia (bandiera) | A     | Aldo Volpi                      |

## Risultati

### Campionato

#### Girone di andata
| 3 settembre 1995 1ª giornata | Marsala | 1 – 2 | Albanova |  |

| 10 settembre 1995 2ª giornata | Castrovillari | 3 – 0 | Marsala |  |

| 17 settembre 1995 3ª giornata | Marsala | 1 – 1 | Sporting Benevento |  |

| 24 settembre 1995 4ª giornata | Fasano | 0 – 1 | Marsala |  |

| 1º ottobre 1995 5ª giornata | Marsala | 0 – 1 | Catania |  |

| 8 ottobre 1995 6ª giornata | Viterbese | 2 – 0 | Marsala |  |

| 15 ottobre 1995 7ª giornata | Trani | 1 – 4 | Marsala |  |

| 22 ottobre 1995 8ª giornata | Marsala | 0 – 0 | Frosinone |  |

| 29 ottobre 1995 9ª giornata | Bisceglie | 1 – 0 | Marsala |  |

| 5 novembre 1995 10ª giornata | Marsala | 0 – 0 | Battipagliese |  |

| 12 novembre 1995 11ª giornata | Teramo | 2 – 1 | Marsala |  |

| 19 novembre 1995 12ª giornata | Marsala | 0 – 1 | Catanzaro |  |

| 3 dicembre 1995 13ª giornata | Taranto | 1 – 0 | Marsala |  |

| 10 dicembre 1995 14ª giornata | Marsala | 0 – 1 | Matera |  |

| 17 dicembre 1995 15ª giornata | Astrea | 2 – 0 | Marsala |  |

| 30 dicembre 1995 16ª giornata | Marsala | 2 – 2 | Avezzano |  |

| 7 gennaio 1996 17ª giornata | Giulianova | 1 – 0 | Marsala |  |

#### Girone di ritorno
| 14 gennaio 1996 18ª giornata | Albanova | 5 – 2 | Marsala |  |

| 21 gennaio 1996 19ª giornata | Marsala | 1 – 1 | Castrovillari |  |

| 28 gennaio 1996 20ª giornata | Sporting Benevento | 2 – 2 | Marsala |  |

| 4 febbraio 1996 21ª giornata | Marsala | 0 – 1 | Fasano |  |

| 11 febbraio 1996 22ª giornata | Catania | 1 – 2 | Marsala |  |

| 18 febbraio 1996 23ª giornata | Marsala | 2 – 2 | Viterbese |  |

| 25 febbraio 1996 24ª giornata | Marsala | 2 – 0 | Trani |  |

| 10 marzo 1996 25ª giornata | Frosinone | 0 – 0 | Marsala |  |

| 17 marzo 1996 26ª giornata | Marsala | 0 – 0 | Bisceglie |  |

| 24 marzo 1996 27ª giornata | Battipagliese | 0 – 0 | Marsala |  |

| 31 marzo 1996 28ª giornata | Marsala | 1 – 0 | Teramo |  |

| 14 aprile 1996 29ª giornata | Catanzaro | 1 – 0 | Marsala |  |

| 20 aprile 1996 30ª giornata | Marsala | 0 – 0 | Taranto |  |

| 28 aprile 1996 31ª giornata | Matera | 1 – 2 | Marsala |  |

| 5 maggio 1996 32ª giornata | Marsala | 1 – 1 | Astrea |  |

| 12 maggio 1996 33ª giornata | Avezzano | 3 – 1 | Marsala |  |

| 19 maggio 1996 34ª giornata | Marsala | 1 – 1 | Giulianova |  |